# Viaduct van Wilsele
Het viaduct van Wilsele is een liggerbrug in Wilsele, een deelgemeente van de Belgische stad Leuven. De brug is een deel van de E314/A2 en overspant achtereenvolgens, van zuidwest naar noordoost, de spoorlijn 36N, de spoorlijn 36, het Kanaal Leuven-Dijle, de Dijle, de spoorlijn 53 en de N19.